# Yeguada (Camuy)
Yeguada es un barrio ubicado en el municipio de Camuy en el Estado Libre Asociado de Puerto Rico. En el Censo de 2010 tenía una población de 2581 habitantes y una densidad poblacional de 349,66 personas por km².

## Geografía
Yeguada se encuentra ubicado en las coordenadas 18°28′29″N 66°53′27″O / 18.47472, -66.89083. Según la Oficina del Censo de los Estados Unidos, Yeguada tiene una superficie total de 7.38 km², de la cual 6.23 km² corresponden a tierra firme y (15.65%) 1.16 km² es agua.

## Demografía
Según el censo de 2010, había 2581 personas residiendo en Yeguada. La densidad de población era de 349,66 hab./km². De los 2581 habitantes, Yeguada estaba compuesto por el 90% blancos, el 5.35% eran afroamericanos, el 0.15% eran amerindios, el 3.91% eran de otras razas y el 0.58% pertenecían a dos o más razas. Del total de la población el 99.65% eran hispanos o latinos de cualquier raza.